# Luci Orbili Pupil
Luci Orbili Pupil (en llatí: Lucius Orbilius Pupillus; 113 aC- c. 13 aC) va ser un mestre de gramàtica i retòrica romà, conegut perquè va ser el mestre d'Horaci.
Era natural de Benevent, i ja en la seva joventut es va dedicar a l'estudi de la literatura, però per la mort dels seus pares, que van morir el mateix dia a mans dels seus enemics, va haver de servir d'assistent de magistrats i després com a soldat a Macedònia. Va tornar més tard a la seva ciutat natal per continuar amb els seus estudis, i a cinquanta anys, durant el consolat de Ciceró (63 aC), se'n va anar a Roma per obrir una escola. Va obtenir bona reputació però pocs guanys, i va passar la vellesa gairebé en la indigència. Segurament ja tenia uns seixanta anys quan Horaci va ser deixeble seu. Horaci l'anomena plagosus ('pegaire, amic dels cops'), per les pallisses que donava als seus deixebles quan no pronunciaven bé els obscurs versos de Livi Andronic.
Va viure fins a gairebé cent anys, però molt abans ja havia perdut la memòria. Hom li va erigir una estàtua al capitoli de Benevent. Va deixar un fill també anomenat Orbili, que va seguir la feina del pare, i un esclau del difunt, Escriboni, també deixeble seu, va arribar a certa notorietat com a gramàtic.
Va escriure una obra, citada per Suetoni amb el nom de Περιάλογος (Periàlogos), un mot que no existeix ni en llatí ni en grec, i que podria ser en realitat Περί ἄλγεος (Peri Àlgeos, 'del dolor') o bé Paedagogus.